# Calcimicina
La calcimicina è un trasportatore ionico che forma complessi stabili con cationi divalenti, cioè ioni con carica +2. È anche conosciuta come "ionoforo del calcio", "A23187", "antibiotico A23187" e "ionoforo del calcio A23187". È prodotta dalla fermentazione di Streptomyces Chartreusensis.

## Azione
A23187 ha proprietà antibiotiche contro Batteri Gram-positivi e funghi. Agisce come ionoforo per cationi divalenti, permettendo a tali ioni di attraversare la membrana cellulare, normalmente ad essi impermeabile.
La calcimicina è più selettiva nei confronti di Mn2+, qualcosa meno per il Ca2+ e il Mg2+, molto meno per lo Sr2+ e ulteriormente meno per il Ba2+.

## Caratteristiche chimico fisiche
La sostanza secca risulta stabile fino a 4 anni. Le soluzioni di scorta sono stabili per due mesi a -20 °C.
La calcimicina risulta solubile al 100% in DMSO, metanolo o cloroformio, ma è praticamente insolubile in acqua; tende a precipitare se conservata in soluzioni acquose.
Le soluzioni di scorta sono preparate in concentrazioni da 15 mM a 100 mM e conservate a +4 °C.
La concentrazione di lavoro dipende dal metodo di test, solitamente 2-2,5 mM.
A23187 interferisce con la fluorescenza di Ca2+/quin 2 in concentrazioni superiori a 200 mM.

## Usi
La calcimicina è usata in laboratorio per aumentare il livello di Ca2+ intracellulare in cellule intatte. È anche capace di disaggregare la fosforilazione ossidativa nel processo di sintesi dell'adenosin trifosfato usato per fornire energia alla cellula. Inoltre lo ionoforo inibisce l'attività dell'ATPasi mitocondriale. Può indurre apoptosi in alcune cellule (per esempio nelle linee cellulari del linfoma di topo, o S49, e cellule di Jurkat) e prevenirla in altre (cellule dipendenti da interleuchina 3 in cui è stato isolato il fattore IL3).
In alcuni studi essa è usata per indurre processi di stress ossidativi. Infatti la sua interazione con recettori sulle membrane cellulari e gli antagonisti del calcio porta alla locale variazione della concentrazione citosolica di calcio e garantisce un'attivazione di enzimi quali NADPH ossidasi e NO sintetasi costitutiva, responsabili per la generazione di specie reattive dell'ossigeno e di specie reattive dell'azoto.
La canadese Inex Pharmaceuticals Corporation riporta un'innovativa applicazione dell'A23187 usato come una molecola guida per indurre liposomi artificiali a caricarsi con farmaci anti-cancro quali il Topotecano.

## Disponibilità commerciale
Commercialmente lo ionoforo calcimicina (A23187) è disponibile come acido libero, come sale di Ca2+, e l'analogo 4-brominato.